# Frères Badir
 (janvier 2025).
Les frères Badir — Munther, Muzhar et un troisième frère (selon certaines sources) — sont des figures remarquables dans l'histoire du cybercrime en Israël. 

## Biographie

### Enfance, éducation et débuts
Nés aveugles dans un village arabe d'Israël, ces trois frères ont développé des compétences extraordinaires en informatique, devenant à la fois des entrepreneurs en technologie et des hackers controversés,.
Parallèlement, les frères Badir ont également créé des logiciels pour les personnes aveugles, démontrant une expertise informatique à visée sociale avant leur implication dans ces affaires criminelles. Certains analystes voient en eux un exemple de talents exceptionnels, marginalisés, exacerbant les tensions ethniques et politiques dans la région.

### Notoriété
Ils se sont fait connaître dans les années 1990 pour des actes de piratage audacieux, notamment l'infiltration de systèmes informatiques israéliens sensibles, y compris ceux de l'armée.
Munther et Muzhar, en particulier, ont été jugés pour avoir mené des activités complexes de cybercriminalité, comme la fraude téléphonique et le vol de données sensibles. Ils auraient notamment détourné des lignes téléphoniques et exploité des failles de sécurité pour permettre des appels internationaux depuis Gaza aux frais des forces armées israéliennes. Leur procès, qui a attiré une large attention médiatique, a soulevé des débats sur les enjeux de la cybersécurité dans un pays pourtant réputé comme une « start-up nation » et leader en technologie.
Leur histoire a fait l'objet de reportages et documentaires sur le piratage informatique et les cyberconflits, mettant en lumière leur génie informatique tout autant que leurs activités illégales.